# Националсоциалистически авиокорпус
Националсоциалистически авиокорпус (на немски: Nationalsozialistisches Fliegerkorps; NSFK) е паравоенна организация при Националсоциалистическата германска работническа партия (NSDAP), основана на 15 април 1937 г. като наследник на Германската асоциация за въздушни спортове, като последната е активна през годините, когато германските военновъздушни сили са забранени от Версайския договор.
Организацията в голяма степен е под контрол на Щурмабтайлунг (SA) и поддържа система от паравоенни редици, тясно свързани със SA. Подобна е и групата на Националсоциалистически моторизиран корпус. През първите години от своето съществуване, NSFK провежда военно обучение по въздухоплаване с частни самолети.